# Adona, Arkansas
Adona, Arkansas (енгл. Adona) град је у америчкој савезној држави Арканзас.

## Демографија
По попису из 2010. године број становника је 209, што је 22 (11,8%) становника више него 2000. године.
| Група             | 2000.       | 2010.       |
| Белци             | 176 (94,1%) | 207 (99,0%) |
| Афроамериканци    | 6 (3,2%)    | 0 (0,0%)    |
| Азијати           | 0 (0,0%)    | 0 (0,0%)    |
| Хиспаноамериканци | 0 (0,0%)    | 2 (1,0%)    |
| Укупно            | 187         | 209         |